# Honda Integra
La Honda Integra è un'autovettura venduta con il marchio giapponese Acura nell'America settentrionale e con quello Honda nel resto del mondo, prodotta a partire dal 1985 fino al 2006. Nel 2022 annuncia la nuova generazione della Acura Integra.
Lo stesso nome Integra è stato riutilizzato dalla Honda anche per un omonimo modello scooter uscito nel 2011.

## Prima serie AV (1985-1989)
La prima generazione è stata presentata prima in Giappone con il nome di Honda Quint Integra. Solo con l'introduzione in altri mercati è stato usato come nome unico del modello la denominazione Integra.
In Nord America il modello è stato venduto con il marchio Acura, mentre nel mercato australiano il modello è stato venduto come variante modificata della Rover 416i.

## Seconda serie (1989-1993)
Introdotta nel 1989, la seconda serie ha portato al debutto il motore VTEC.
Nella seconda generazione la versione a cinque porte è stata eliminata e il modello venne posto nella gamma come versione più sportiva e alternativa della Honda Civic. In Europa, questa generazione non è stata offerta.

## Terza Serie (1993–2001)

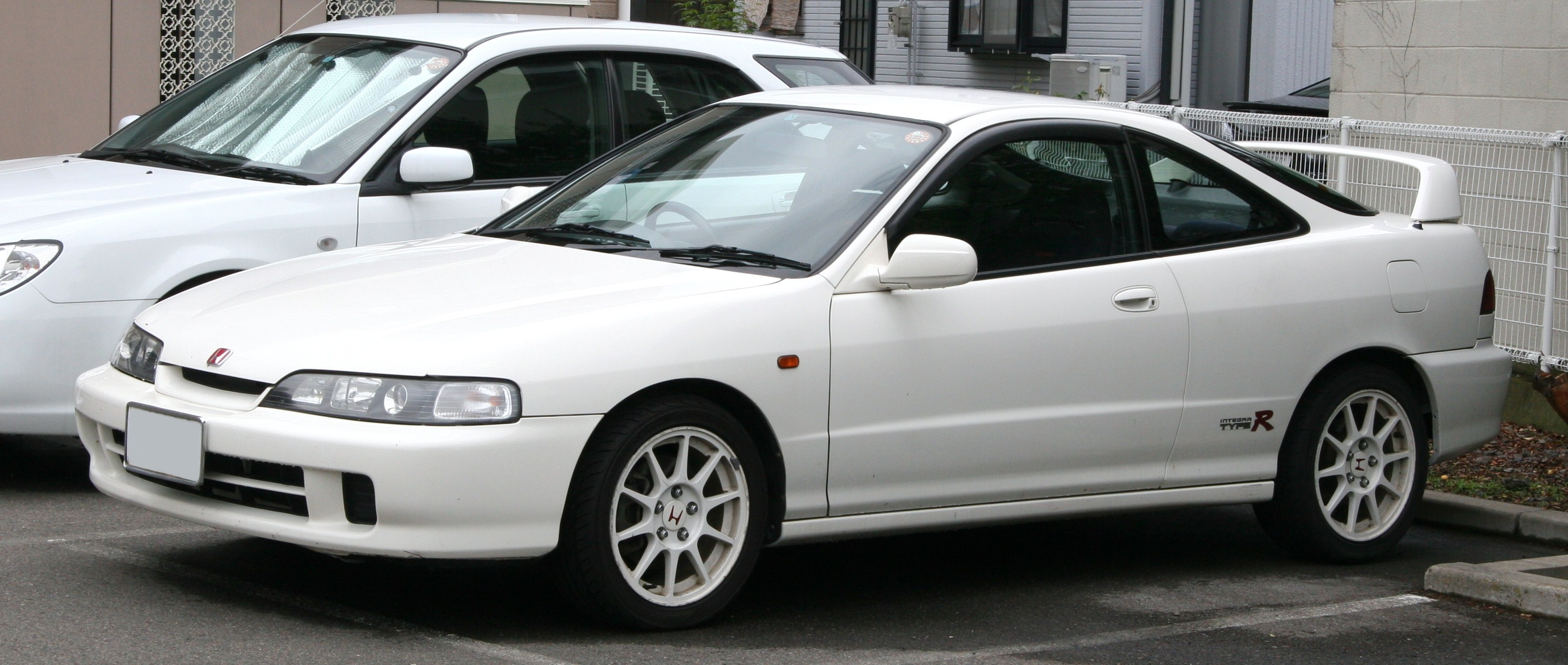
Honda Integra Type-R III serie DC2

Nel maggio del 1993 venne presentata la terza serie della Integra. La caratteristica più vistosa di questo modello era l'introduzione di 4 fari anteriori rotondi.
Negli Stati Uniti questo nuovo look ebbe un buon successo, mentre sul mercato giapponese stentò a decollare, tanto che, nel 1995, la vettura fu dotata per il mercato interno di fari oblunghi trapezoidali. 
La vettura venne sottoposta ad un aggiornamento nel gennaio 1998 e nel dicembre 1999.

### Integra Type R
Un'ulteriore spinta alla vendita in Giappone fu il debutto della Type R del settembre 1995. Questa versione è equipaggiata con una variante ancora più prestante del motore montato sulla Si. La potenza è aumentata e il regime di giri è stato migliorato grazie all'alta compressione prodotta con mezzi come le testate ad alta pressione, le aste di regolazione più resistenti e le doppie molle delle valvole. Il motore dotato del sistema DOHC VTEC denominato B18C di cilindrata 1797 cm³ eroga 200 CV (147 kW) a 8000 giri/min, con una potenza specifica di 111 CV/L (81,80 kW/dm³), nella versione per il mercato interno giapponese, mentre genera 190 CV (140 kW) a 7900 giri/min la versione destinata al mercato europeo. Il corpo vettura è stato rinforzato ed alleggerito allo stesso tempo. Infatti, nonostante i componenti più pesanti come gli ammortizzatori sportivi e il differenziale autobloccante, il peso è stato ridotto di 40 kg riducendo la batteria, rimuovendo il materiale fonoassorbente e montando cerchi in lega leggera. L'assetto base delle sospensioni è stato rivisto per ottenere una migliore tenuta di strada senza sottosterzo. Sono stati prodotti solo 10.000 esemplari della DC2 Type-R sparsi in tutto il mondo, ogni macchina ha il suo numero di produzione sotto la leva del freno a mano.
Nel 1998, la Type R è stata rinnovata con il modello Spec-R '98, dotata di nuovi cerchi bruniti e volante Momo.

## Quarta serie DC5 (2001-2006)
L'ultima versione della Integra nella sua quarta generazione, è stata annunciata nel luglio 2001 e offerta solo come variante coupé. Questa versione non è stata venduta in Nord America come Integra, ma come Acura RSX, commercializzata fino al 2006.